# (5548) Thosharriot
(5548) Thosharriot est un astéroïde de la ceinture principale.

## Description
(5548) Thosharriot est un astéroïde de la ceinture principale. Il fut découvert le 3 octobre 1980 à l'Observatoire Kleť par Zdeňka Vávrová. Il présente une orbite caractérisée par un demi-grand axe de 2,99 UA, une excentricité de 0,08 et une inclinaison de 10,0° par rapport à l'écliptique.

## Compléments